# Proacidalia matsumurai
Proacidalia matsumurai är en fjärilsart som beskrevs av Nakahara 1926. Proacidalia matsumurai ingår i släktet Proacidalia och familjen praktfjärilar. Inga underarter finns listade i Catalogue of Life.